# Distrito de Iași
Iași es un distrito (județ) de Rumania con capital en la ciudad homónima de Iași. Está ubicado en la región histórica de Moldavia.

## Geografía
El distrito tiene una superficie total de 5476 km². Se expande en una llanura situada entre el río Siret y el río Prut y la atraviesan el río Bahlui (en cuyas orillas se encuentra la ciudad de Iaşi) y el río Jijia.
El distrito limita con la República de Moldavia al este, el distrito de Neamț al oeste, los distritos de Botoșani y Suceava al noroeste  y el distrito de Vaslui al sur.

## Demografía
En el censo de 2002, el distrito de Iași tenía una población de 816 910 habitantes (siendo el tercer distrito más poblado de Rumania, después de Bucarest y el distrito de Prahova) con una densidad de población de 149 hab./km².
- Rumanos: 98%
- Comunidades gitanas.

| Año  | N.º habitantes |
| ---- | -------------- |
| 1948 | 431 586        |
| 1956 | 516 635        |
| 1966 | 619 027        |
| 1977 | 729 243        |
| 1992 | 811 342        |
| 2002 | 816 910        |

## Economía
Debido al relieve, la economía del distrito se basa principalmente en la agricultura. La industria solo se concentra en las ciudades, las principales industrias del distrito son:
- Industria de software.
- Industria química
- Industria farmacéutica.
- Industria de la metalurgia y de equipamiento pesado.
- Industria textil.
- Industria alimenticia.

## Divisiones administrativas
El distrito tiene 2 ciudades con estatus de municipiu, 3 ciudades con estatus de oraș y 93 comunas.

### Ciudades con estatus demunicipiu
- Iași (es la capital con una población de 320 888 habitantes)
- Pașcani

### Ciudades con estatus deoraș
- Hârlău
- Podu Iloaiei
- Târgu Frumos

### Comunas
- Alexandru Ioan Cuza
- Andrieșeni
- Aroneanu
- Bălțați
- Bârnova
- Belcești
- Bivolari
- Brăești
- Balș
- Butea
- Ceplenița
- Ciortești
- Ciurea
- Coarnele Caprei
- Comarna
- Costești
- Costuleni
- Cotnari
- Cozmești
- Cristești
- Cucuteni
- Dagâța
- Deleni
- Dobrovăț
- Dolhești
- Drăgușeni
- Dumești
- Erbiceni
- Fântânele
- Focuri
- Golăiești
- Gorban
- Grajduri
- Gropnița
- Grozești
- Hălăucești
- Hărmănești
- Heleșteni
- Holboca
- Horlești
- Ion Neculce
- Ipatele
- Lespezi
- Lețcani
- Lungani
- Mădârjac
- Mircești
- Mironeasa
- Miroslava
- Miroslovești
- Mogoșești
- Mogoșești-Siret
- Moșna
- Moțca
- Movileni
- Oțeleni
- Plugari
- Popești
- Popricani
- Prisăcani
- Probota
- Răchiteni
- Răducăneni
- Românești
- Roșcani
- Ruginoasa
- Scânteia
- Șcheia
- Schitu Duca
- Scobinți
- Sinești
- Șipote
- Sirețel
- Stolniceni-Prăjescu
- Strunga
- Tansa
- Tătăruși
- Țibana
- Țibănești
- Țigănași
- Todirești
- Tomești
- Trifești
- Țuțora
- Valea Lupului
- Valea Seacă
- Vânători
- Victoria
- Vlădeni
- Voinești